# محمد علي الصالح
"محمد علي" صالح عبد الله تايه (أبو عكرمة؛ وُلد في 1907 في طولكرم – تُوفي في 10 مارس 1989 في طولكرم) شاعر وأديب وكاتب وسياسي فلسطيني، يُعد أحد أعلام الفكر والأدب في فلسطين، ومن رعيل الشعراء الفلسطينيين الأوائل، وأحد الأسماء المهمة في التاريخ الفلسطيني، وأحد رموز الحركة الوطنية الفلسطينية، ومن رجالات الثورة الفلسطينية.

## سيرته
وُلِد "محمد علي" صالح عبد الله تايه «أبو عكرمة» عام 1907م/1325هـ في مدينة طولكرم ونشأ بها. أنهى دراسته في مدارس مدينته طولكرم، حيث درس في المدرسة الفاضلية بالمدينة، ثم التحق بالكلية الإسلامية بالقدس حيث تخرج منها عام 1927.
أسس خلال دراسته «التجمع الطلابي الفلسطيني» عام 1925 والذي كان النواة الأولى لاتحاد الطلبة الفلسطينيين وانتخب رئيسًا له. دخل الصحافة وعمل رئيسًا لتحرير صحيفة «صدى العرب» الصادرة في شرقي الأردن حتى توقفت في عام 1928 بقرار من الأمير عبد الله بن الحسين، فانتقل بعدها إلى مدينة حيفا وأسّس هناك مدرسة الاستقلال عام 1932، وعمل محررًا في صحيفة «الجامعة الإسلامية».
انتخب نائبًا لرئيس مؤتمر الطلبة العرب الأول الذي عقد في يافا عام 1929، ثم انتخب رئيسًا للاتحاد خلال المؤتمر الثاني الذي عقد في عكا عام 1930. كان محمد علي الصالح عضوًا مؤسسًا في حزب الاستقلال الفلسطيني، وكان من قادة ثورة 1936، فاعتقل وحكم عليه بالإعدام، ثم خفف الحكم وأمضى ستة سنوات في سجن «المزرعة» بعكا. بعد خروجه من السجن، فرضت عليه السلطات البريطانية الإقامة الجبرية في مسقط رأسه طولكرم، ثم أبعدته إلى غزة ومنها إلى النقب.
ربطته علاقة قوية مع أحمد الشقيري، وعز الدين القسام، وعبد الكريم الكرمي وإبراهيم طوقان، وعبد الرحيم الحاج محمد، وعبد الرحيم محمود، وفرحان السعدي، وأكرم زعيتر، وغيرهم.
أسس أول جمعية عمال فلسطينية في طولكرم عام 1943 وانتخب رئيسًا لها، كما انتخب عضوًا في المجلس الوطني الفلسطيني الأول المنعقد في غزة عام 1948، وتولى مهمة تشكيل اللجان القومية وتجهيزها، حيث كان رئيسًا للجان القومية في الهيئة العربية العليا برئاسة الحاج أمين الحسيني.
عُيّن محمد علي الصالح وزيرًا للمعارف في حكومة عموم فلسطين عام 1948، ولكن الحكومة لم تستمر طويلًا. في خمسينيات القرن، انتخب عضوًا في مجلس بلدية طولكرم أكثر من مرة، وعُيّن مديرًا لمدرسة نورالدين زنكي بالمدينة حتى أحيل إلى التقاعد في عام 1971.

## حياته الشخصية
محمد علي الصالح متزوج ومن أبنائه الشاعر الفلسطيني عبد الناصر صالح.

## شعره
له مجموع شعري بعنوان «مرافئُ العُمْر» وقصائد منشورة في الصحف. ذكر في معجم البابطين عن شعره «أوقف شعره على الموضوع الوطني المناهض للاستعمار البريطاني الداعي لتصعيد الثورة واستمرار الكفاح، فجاءت قصائده انعكاسًا للقضية الفلسطينية وتصويرًا لكفاح شعبها وتضحيات شهدائها، مستمدة الكثير من معجم المقاومة، لغة وتصويرًا وأسلوبًا، ومدللة على موقف صاحبها من قضايا وطنه، في شعره جهارة ونبرة خطابية ومباشرة استدعاها موضوعه الوطني».
في رأي حسن عبادي هو أول شاعر فلسطيني «تنبأ بالانتفاضة وذكرها في شعره، ففي قصيدة له بعنوان «يوم 2 نوفمبر» التي نظمها ضدّ وعد بلفور المشؤوم وألقاها يوم 02.11.1924 وقال: إنّـا سَنَحمي حِمــانـا بانتفاضَتِنا على عَدوّ غريبٍ ... طامعٍ ... أشِرِ».
في عام 1925، استقبل محمد علي الصالح الشاعر خليل مطران في مدينة طولكرم مُرحبًا به قائلًا: «فرضٌ علي تحية العظماء.. يا شاعر القطرين والشعراء».

## مؤلفاته
كتب محمد علي الصالح العديد من المؤلفات، وكتب القصائد الوطنية والثورية والتي نشرت حينها في الصحف والمجلات، كما كتب المقالات والتي كان يوقعها باسم «بدوي الوادي». من بعض أبرز مؤلفاته:
- «مرافئُ العُمْر»: ديوان شعر، يضم ما يزيد عن 38 قصيدة، نشر عام 2016.[12]
- «حديث إلى الشباب»: سلسلة مقالات يومية نشرت في صحيفة «الجامعة الإسلامية».[6]

## وفاته
توفي محمد علي الصالح في مسقط رأسه مدينة طولكرم يوم 10 مارس 1989م/ 3 شعبان 1409هـ ودفن بالمدينة.

## أوسمة وجوائز
في 18 نوفمبر 2020، جرى منح محمد علي الصالح «جائزة شاعر وأديب مبدع راحل» من منظمة التحرير الفلسطينية والاتحاد العام للكتاب والأدباء الفلسطينيين.

## وصلات خارجية
- من أعلام الفكر والأدب في فلسطين: محمد علي الصالح، مجلة الأديب اللبنانية، 1969.
- محمد علي الصالح، معجم البابطين.
- محمد علي الصالح، ديوان العرب.